# Samurai Shodown (videojuego de 2019)
Samurai Shodown (conocido como Samurai Spirits en Japón) es un juego de lucha de 2019 desarrollado y publicado por SNK para Arcade, PlayStation 4, Xbox One, Nintendo Switch, Microsoft Windows y Stadia como una entrada en la serie Samurai Shodown.

## Jugabilidad
De manera similar a The King of Fighters XIV y SNK Heroines: Tag Team Frenzy, Samurai Shodown presenta modelos 3D completos que se mueven en un plano 2D. 

## Trama
Samurai Shodown tiene lugar entre los eventos del juego de 1993 y Samurai Shodown V y ha sido citado como un reinicio de la serie.
El juego tiene lugar en 1787, durante la Era Tenmei de la historia japonesa. Todo el país está acosado por un mal terrible e inminente. El fuego, la ruina y la hambruna se extendieron por todo Japón. Mientras tanto, a medida que se desarrollan estos eventos, una nube siniestra envuelve el aire con una premonitoria sensación de temor. Shizuka Gozen, el espíritu difunto de una joven que está poseída y atrapada en Yomi, (etiquetada Eternidad en el juego en sí) amenaza con destruir a Japón. Los guerreros de todo Japón y más allá del océano, impulsados por sus propias necesidades y deseos, convergen para investigar estas fuerzas malvadas y vencerlas. 

## Personajes
Samurai Shodown presenta una lista base de 16 personajes jugables, con otros disponibles como contenido descargable. Los recién llegados están marcados en cursiva. 
| - Baiken (Invitada de Guilty Gear) - Basara - ChamCham - Charlotte - Darli Dagger - Earthquake - Galford - Genjuro Kibagami | - Gongsun Li (Invitada de Honor of Kings) - Hanzo Hattori - Haohmaru - Hibiki Takane (Invitada de The Last Blade 2) - Iroha - Jubei Yagyu - Kazuki Kazama - Kyoshiro Senryo | - Mina Majikina - Nakoruru - Rimururu - Shiki - Shizuka - Shiro Tokisada Amakusa - Shizumaru Hisame - Sogetsu Kazama | - Tam Tam - Ukyo Tachibana - Wan-Fu - Warden (Invitado de For Honor) - Yashamaru Kurama - Yoshitora Tokugawa - Wu-Ruixiang |

## Desarrollo
Samurai Shodown fue presentado en la conferencia IPO de SNK Investor Relations 2018, desarrollada por SNK Corporation. El duodécimo juego principal de la serie Samurai Shodown, es la primera entrada principal desde Samurai Shodown Sen de 2008. 
El equipo de desarrollo está formado por miembros que trabajaron en The King of Fighters XIV y SNK Heroines: Tag Team Frenzy.  Nobuyuki Kuroki es el director y uno de los artistas, mientras que Yasuyuki Oda es el productor. Kuroki ha estado involucrado previamente con la serie a través de los títulos de Samurai Shodown 64. El personal interno de SNK que trabajó en el juego constaba de 50 a 60 empleados, además de externalizar algunos activos de arte, para formar un total de aproximadamente 200 empleados que trabajaron en el juego. Algunas de las razones para crear un nuevo título fueron el enfoque reciente en la comunidad de esports y las muchas solicitudes de los fanáticos. El equipo consideró usar un estilo de arte realista para los gráficos, pero decidió no hacerlo porque muchos juegos de lucha ya lo estaban usando. Oda ha expresado interés en agregar personajes invitados de otras franquicias. 
Debido a los gráficos desactualizados que involucran los lanzamientos de The King of Fighters XIV y SNK Heroines: Tag Team Frenzy, el presidente de SNK, Zhihui GE, había declarado que los futuros juegos de lucha de SNK usarán Unreal Engine 4 para dar una mejor presentación gráfica. Samurai Shodown se convirtió en el primer juego de SNK en usar Unreal Engine 4.

## Recepción
Samurai Shodown ha recibido críticas generalmente favorables. Las versiones de PlayStation 4 y Xbox One obtuvieron una puntuación Metacritic de 81 y 78 respectivamente. Den of Geek le dio al juego 3.5 de 5 estrellas, y comentó que Samurai Shodown "es un juego de lucha que es increíblemente sólido en su juego principal y se ve lo suficientemente bueno, pero lamentablemente parece que le falta porque hay poco más que hacer". The Mercury News calificó el juego como una renovación sólida para la serie, y señaló que SNK mejoró las imágenes y fue tan desafiante como siempre. En su revisión del juego, GameSpot calificó el juego como un gran reinicio que capturó lo que hizo que el juego original fuera divertido y único, al tiempo que llamó la atención sobre el hecho de que la experiencia para un solo jugador era algo deficiente. IGN elogió la mecánica de lucha del juego y señaló que había un estilo de lucha extraordinariamente tenso que es diferente a casi cualquier otra cosa en el género en el clima actual del juego de lucha. La versión de PlayStation 4 fue el cuarto juego más vendido en Japón durante su primera semana de lanzamiento, vendiendo 16.662 copias. El 4 de julio, SNK informó que los envíos de la primera semana más las ventas digitales totalizaron 40 606 unidades.
El juego fue nominado a "Mejor juego de lucha" en The Game Awards 2019.